# ヤポンス・ロック

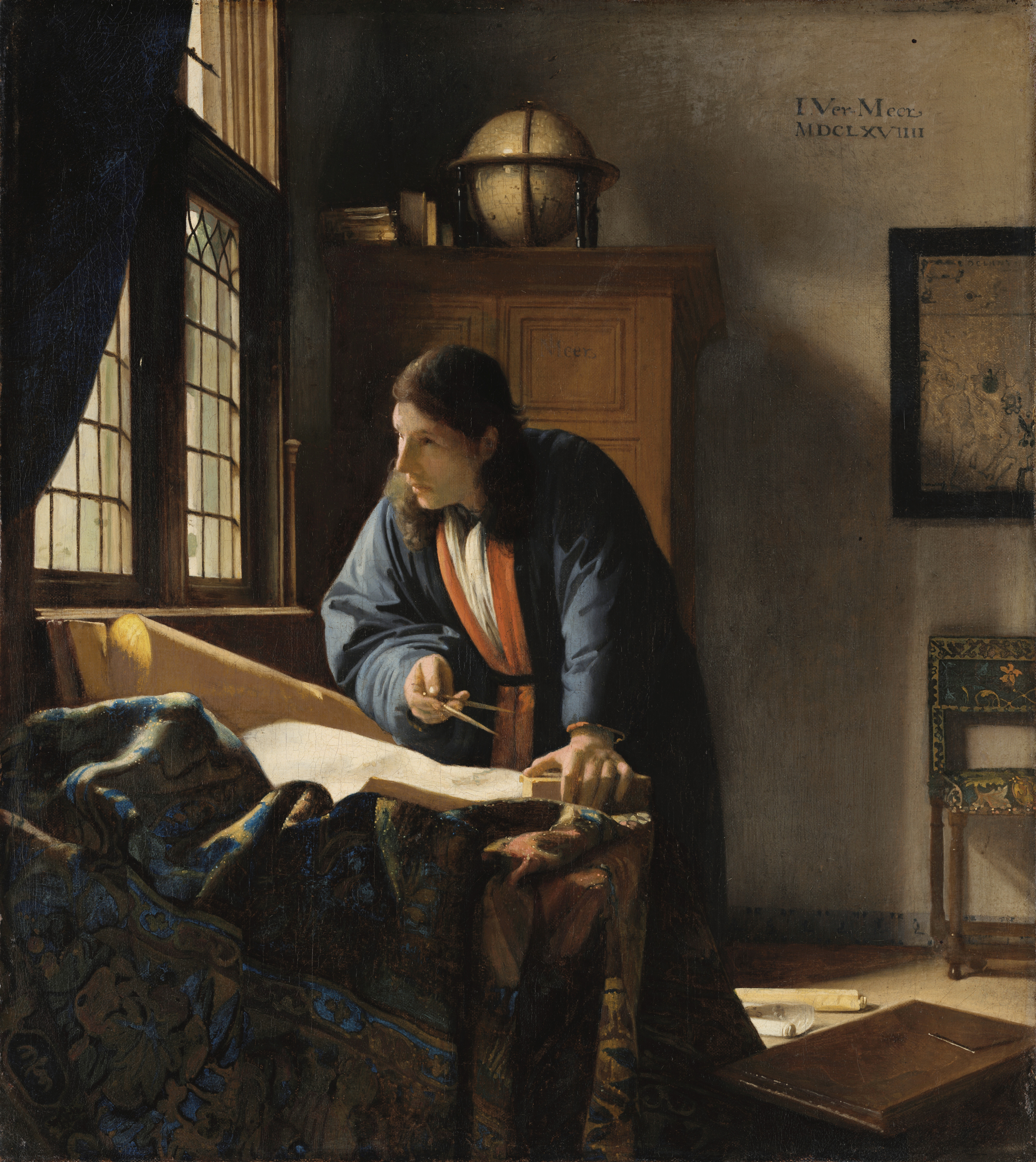
J.フェルメール「地理学者」フランクフルト・アム・マイン、シュテーデル美術館蔵、1669年

ヤポンス・ロックまたはヤポンセ・ロック（オランダ語: Japonse rok）は、ネーデルラント（オランダ・ベルギー）で愛用された室内着。「日本の着衣」の意味。 

## 概要
17世紀から着られるようになった。日本の着物を模した部屋着で、上流階級で流行した。オランダ黄金時代の画家ヨハネス・フェルメールの『天文学者』（1668）、『地理学者』（1669）では男性が着物風の服を着ているが、当時のオランダではこうした着衣が大流行していた。